# Obří broskev
Obří broskev je hudební skupina z České Lípy.

## Historie
Skupina vznikla na Gymnáziu v České Lípě v roce 1994. Tehdy se ještě jmenovala Stringbreakers a měla fungovat pouze jako krátkodobý projekt s protiválečným programem Promises and Lies. První oficiální koncert proběhl v tělocvičně gymnázia 17. listopadu 1994.
V kapele tehdy hrál Jakub König, Lucie Lacinová, Jindra Holovská, Martin Anděl, Jan Klášterský a Ondřej Hokr.
Z jednorázového projektu se postupně vyvinula plnohodnotná kapela, která se po mnoha personálních změnách v roce 1997 přejmenovala na Jakub a Obří broskev. V té době už z původní sestavy zůstal jen kytarista a zpěvák Jakub König, na basovou kytaru hrál Marek Čermák, na bicí Tomáš Obermajer a na saxofon Pavel Zlámal. V roce 2001 se připojil kytarista Martin Ledvina a kapela naposledy změnila název na Obří broskev.
V roce 2004 vyšlo u vydavatelství Good Day Records první album Vybrané scény z dětského snu.
30. října 2008 vyšlo u Championship Records druhé cd nazvané Potápěči. O jeho produkci se postaral Dušan Neuwerth a album si vysloužilo pochvalné recenze ve většině hudebních periodik. V té době hraje kapela ve složení Jakub König, Marek Čermák, Tomáš Obermajer, Vojtěch Holub, Pavel Zlámal. Novou tváří je klavíristka a zpěvačka Olga Königová, jejíž skladba Hlídám těkavou je jednou z nejhranějších písní z desky.
V roce 2009 odešel kytarista Vojtěch Holub, nahradili ho trumpetista Jaroslav Zlámal a saxofonista Ondřej Zátka. Na konci roku přišla nabídka ze slovenského labelu Azyl Music. Hudebník a producent Maroš Hečko pozval kapelu do studií Slovenského rozhlasu, kde na jaře a v létě 2010 nahrála desku Sever. Ta vyšla 16. listopadu 2010.

## Diskografie
- Vybrané scény z dětského snu, 2004
- EP, 2006
- RMX, 2007
- Potápěči, 2008
- Akropole, 2009
- Obří broskev 15 let, 2010
- Sever, 2010